# Carlos Keller Vargas
Carlos Keller Vargas  (Santa Cruz de la Sierra, 8 de febrero de 1992) es un raquetbolista boliviano.

## Trayectoria
Obtuvo 4 medallas de oro en 2 en la categoría singles y 2 en categoría dobles en Mundial Junior. Consigo en el 2018 el campeonato del Open Panamericano de Ráquetbol en Temuco, Chile.
Obtuvo la medalla de bronce en equipo masculino junto a Roland Keller y Carlos Keller en los Juegos Panamericanos de 2015.
En el 2019, obtuvo la medalla de oro en los Juegos Panamericanos de Lima en ráquetbol equipos junto a Roland Keller, Conrrado Moscoso y Kadim Carrasco.
Ocupó el tercer puesto en singles en el Campeonato Mundial de Racquetbol Open de 2014.
En los Juegos Bolivarianos 2013 consiguió el primer puesto en singles, segundo puesto en equipos combinados y equipos.
El hermano de Keller, Roland, también juega al racquetbol para Bolivia.